# International GNSS Service
International GNSS Service (dawniej ang. International GPS Service for Geodynamics: Międzynarodowa Służba GPS do badań geodynamicznych) – międzynarodowa służba cywilna czuwająca m.in. nad dokładnością globalnych systemów nawigacji satelitarnej (umożliwiających wyznaczenie pozycji na podstawie sygnałów odbieranych od satelitów). Służba została zainicjowana w 1990 roku.
W Polsce stacje IGS znajdują się w miejscowościach: Borowa Góra, Józefosław, Lamkówko, Borówiec i Wrocław. Wymaga się, aby stacje były wyposażone w odbiorniki GPS z kodem precyzyjnym P i aby były w stanie przesyłać wyniki swoich dobowych obserwacji do regionalnych ośrodków opracowania danych w przeciągu 24 godzin i w przeciągu 72 godzin do ośrodków danych o sieci IGS.

## Najważniejsze cele naukowe
- produkcja efemeryd precyzyjnych,
- dostarczanie międzynarodowej społeczności naukowej wysoko dokładnych orbit satelitów systemów nawigacji satelitarnej na podstawie ciągłych obserwacji przez światową sieć stacji permanentnie obserwujących satelity nawigacyjne,
- wyznaczanie parametrów ruchu obrotowego Ziemi (monitorowanie przesunięć i stabilności ruchu obrotowego oraz stabilności poziomu morza),
- rozszerzenie na całą Ziemię światowego układu odniesienia ITRF wyznaczanego przez Międzynarodową Służbę Ruchu Obrotowego Ziemi (IERS),
- monitorowanie deformacji skorupy ziemskiej o charakterze globalnym,
- badanie jonosfery,
- meteorologia.

## Produkty
- współrzędne
- parametry ruchu obrotowego Ziemi
- współrzędne i parametry przesunięć stacji monitorujących
- informacje o jonosferze i troposferze